# Valérie Donzelli

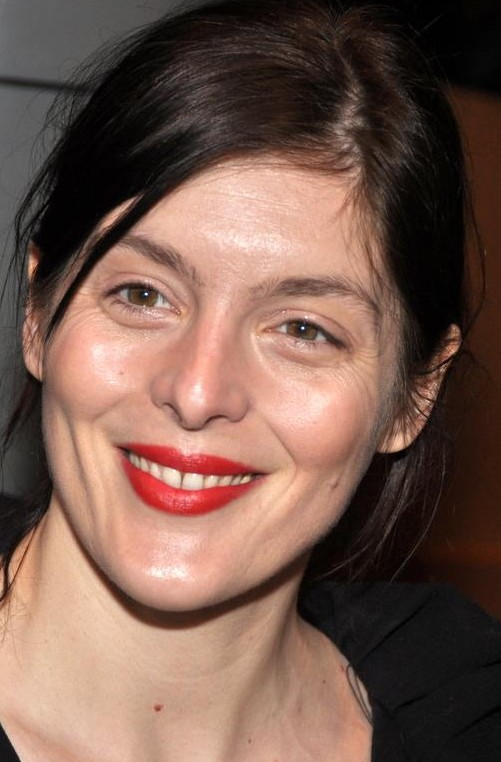
Valérie Donzelli 2013

Valérie Donzelli (* 2. März 1973 in Épinal) ist eine französische Schauspielerin, Regisseurin und Drehbuchautorin.

## Leben
Donzelli, Tochter eines Angestellten in Épinal, wuchs in Créteil und in Lille auf. Ihr Großvater, ein Italiener, war Bildhauer und Maler. Mit 19 ging sie nach Paris und begann ein Architekturstudium, das sie nach kurzer Zeit zugunsten eines Schauspielstudiums am städtischen Konservatorium aufgab. Sie lernte den Schauspieler Jérémie Elkaïm kennen und sie wurden ein Paar. Aus der Beziehung gingen zwei Kinder hervor.
Nach kleineren Rollen in Kurz- und Fernsehfilmen übernahm Donzelli in Sandrine Veyssets Martha… Martha (2001) ihre erste Kinohauptrolle. Für ihre Darstellung wurde sie als beste Schauspielerin mit dem Prix Michel Simon ausgezeichnet. Es folgten zahlreiche Nebenrollen, unter anderem 2003 in Wer tötete Bambi? und Im Schatten der Wälder. Im Fernsehen war sie beispielsweise 2005 in der Serie Clara Sheller – Verliebt in Paris als Claras beste Freundin Jeanne zu sehen.
Als Regisseurin realisierte Donzelli 2008 zunächst den Kurzfilm Il fait beau dans la plus belle ville du monde, bevor sie im Jahr darauf mit La reine des pommes ihr Regiedebüt bei einem Langfilm gab. Sie verarbeitete darin die Trennung von ihrem Partner, wobei sie und Jérémie Elkaïm auch die Hauptrollen spielten. Mit Elkaïm drehte sie dann auch das Filmdrama Das Leben gehört uns, das 2011 erschien. Wiederum verarbeitete das Paar damit eine eigene Geschichte – die Krebserkrankung ihres Sohnes; Donzelli und Elkaïm spielten die Eltern (im Film „Roméo“ und „Juliette“). Das Leben gehört uns erhielt zahlreiche Filmpreise, Donzelli war unter anderem für vier Césars nominiert. Auch in ihren folgenden Filmen Main dans la main und Marguerite et Julien arbeitete sie mit Elkaïm zusammen; sie schrieben jeweils das Drehbuch und Elkaïm übernahm eine Hauptrolle.
2016 war Valérie Donzelli Jurypräsidentin der parallel zu den Internationalen Filmfestspielen von Cannes veranstalteten Nebenreihe Semaine de la critique.
Im Jahr 2024 gewann sie gemeinsam mit Audrey Diwan den César für ihre Drehbuchadaption von L’amour et les forêts nach dem gleichnamigen Roman von Éric Reinhardt. Ein Jahr später wurde ihr mit der Literaturverfilmung À pied d’œuvre (2025) eine Einladung in den Hauptwettbewerb des Filmfestivals von Venedig zuteil.

## Filmografie

### Schauspielerin (Auswahl)
- 1999: Vaters Reich (Les terres froides, Fernsehfilm)
- 2001: Martha… Martha
- 2001: Zärtliche Seelen (Les âmes câlines)
- 2002: Vor aller Augen (Sous mes yeux, Fernsehfilm)
- 2003: Wer tötete Bambi? (Qui a tué Bambi?)
- 2003: Im Schatten der Wälder (Cette femme-là)
- 2003: Mystification ou L’histoire des portraits
- 2004: Le plus beau jour de ma vie
- 2005: Voici venu le temps
- 2005: Entre ses mains
- 2005: Clara Sheller – Verliebt in Paris (Clara Sheller, Fernsehserie, sechs Folgen)
- 2005: Le cocon – Débuts à l’hôpital (Fernsehserie, sechs Folgen)
- 2006: Sieben Jahre (7 ans)
- 2006: L’intouchable
- 2006: L’homme qui rêvait d’un enfant
- 2007: Cap Nord
- 2009: La reine des pommes
- 2009: Das schöne Leben (La belle vie, Fernsehfilm)
- 2010: Ivory Tower
- 2010: Dans ta bouche
- 2010: Belleville-Tokyo
- 2011: L’art de séduire
- 2011: Das Leben gehört uns (La guerre est déclarée)
- 2011: En ville
- 2011: Pourquoi tu pleures?
- 2012: Main dans la main
- 2013: Opium
- 2013: Le grand méchant loup
- 2013: Große Wellen (Les grandes ondes)
- 2014: Saint Laurent
- 2015: Les chevaliers blancs
- 2015: Orage
- 2016: Dans la forêt
- 2019: Mais vous êtes fous
- 2019: Notre Dame – Die Liebe ist eine Baustelle (Notre Dame)
- 2020: Call My Agent! (Dix pour cent, Fernsehserie, zwei Folgen)
- 2021: Schmetterlinge im Ohr (On est fait pour s’entendre)
- 2021: Nona und ihre Töchter (Nona et ses filles, Fernsehserie, neun Folgen)
- 2022: Azuro
- 2022: Capitaine Marleau (Fernsehserie, Folge 4x06 Le prix à payer)
- 2024: Mein Leben, mein Ding (Ma vie ma gueule)

### Regisseurin und Drehbuchautorin
- 2008: Il fait beau dans la plus belle ville du monde – Kurzfilm
- 2009: La reine des pommes
- 2010: Madeleine et le facteur – Kurzfilm
- 2011: Das Leben gehört uns (La guerre est déclarée)
- 2012: Main dans la main
- 2013: Das Spiel von Liebe und Zufall (Que d’amour!)
- 2015: Marguerite et Julien
- 2019: Notre Dame – Die Liebe ist eine Baustelle (Notre Dame)
- 2021: Nona und ihre Töchter (Nona et ses filles, Fernsehserie, 9 Episoden)

## Auszeichnungen (Auswahl)

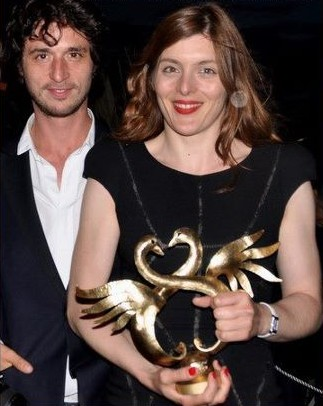
Valérie Donzelli und Jérémie Elkaïm 2012 mit dem Grand Prix beim Festival du film de Cabourg

- 2002: Prix Michel Simon für die, Acteurs à l’Écran, Beste Schauspielerin für Martha… Martha
- 2009: Nominierung für den Goldenen Leopard beim Locarno International Film Festival, für La reine des pommes
- 2011: Nominierung Queer Palm bei den Internationalen Filmfestspielen von Cannes für Das Leben gehört uns
- 2011: Preis beim Festival Internacional de Cine de Gijón, Beste Darstellerin für Das Leben gehört uns
- 2011: Grand Prix Asturias beim Festival Internacional de Cine de Gijón Bester Film, für Das Leben gehört uns
- 2012: César-Nominierung, Beste Hauptdarstellerin für Das Leben gehört uns
- 2012: César-Nominierung, Bestes Original-Drehbuch für Das Leben gehört uns
- 2012: César-Nominierung, Beste Regie für Das Leben gehört uns
- 2012: César-Nominierung, Bester Film für Das Leben gehört uns
- 2012: Nominierung Prix Lumières, Beste Darstellerin für Das Leben gehört uns
- 2012: Nominierung für den Globe de Cristal, Bester Film für Das Leben gehört uns
- 2012: Nominierung für den Globe de Cristal, Beste Darstellerin für Das Leben gehört uns
- 2012: Nominierung für den Golden Marc’Aurelio Award beim Rome Film Fest für Main dans la main
- 2012: Étoile d’Or, Bestes Drehbuch für Das Leben gehört uns
- 2012: Grand Prix beim Festival du film de Cabourg für Das Leben gehört uns
- 2015: Nominierung für die Goldene Palme für Marguerite et Julien
- 2024: César, Bestes adaptiertes Drehbuch für L’amour et les forêts